# Джонс, Кэлвин
Кэлвин «Фузз» Джонс (англ. Calvin «Fuzz» Jones ; 9 июня 1926 года, Гринвуд, Миссисипи, США — 9 августа 2010 года, Саутхейвен, Миссисипи, США) — американский блюзовый бас-гитарист, певец, автор песен. Лауреат Blues Music Awards в категории «Блюзовый бас-гитарист» (1998, 2001), номинант премии в той же категории (1996, 2000, 2002—2005, 2007, 2008). .

## Биография
Родившись в Гринвуде, Миссисипи, Кэлвин Джонс вырос на ферме неподалёку от Инвернесса, Миссисипи. В детстве учился играть на скрипке и на контрабасе, позднее переключился на бас-гитару. 
В 1966 году присоединился к группе Мадди Уотерса, и оставался в ней вплоть до 1980 года, записавшись на самых знаковых альбомах Мадди Уотерса, лауреатах премии Грэмми. В это же время Джонс записывался как сайдмен на сольных альбомах участниках группы Мадди Уотерса: Пайнтоп Перкинс и Лютера Джонсона.  В июне 1980 года Джонс и другие участники группы Мадди Уотерса пианист Пайнтоп Перкинс, харпер Джерри Портной и барабанщик Вилли Смит создали группу The Legendary Blues Band, пригласив также гитариста Луиса Майерса. С разным составом на протяжении многих лет Legendary Blues Band записали семь альбомов, гастролировали в том числе с Бобом Диланом, Rolling Stones и Эриком Клэптоном.
Как сайдмен записывался с множеством музыкантом, в их числе Джеймс Коттон, Джимми Роджерс, Кэри Белл, Снуки Прайор, Ким Уилсон, Кассандра Уилсон, Чак Баррелхауз, Боб Корритор
Снялся в роли бас-гитариста в филме Братья Блюз (1980).
Жил в Чикаго, за несколько лет до смерти перебрался в Сенатобию, Миссисипи. Умер 9 августа 2010 года в Baptist Memorial Hospital-DeSoto в Саутхейвене от инфаркта и осложнений рака лёгкого . 
Боб Марголин сказал, что: «Его ценили за сильную игру на электробасе, рок-сценическое присутствие, глубокое блюзовое пение» 

## Дискография

### Альбомы в коллаборации
- 1978 – Jacks & Kings (The Nighthawks с участием Пайнтопа Перкинса, Лютера Джонсона, Кэлвина Джонса, Боба Марголина с Дэйвом Максвеллом),  Adelphi Records
- 1992 – Leavin' In The Morning (Билли Флинн с сайдменами Мадди Уотерса Кэлвином Джонсом и Вилли Смитом), Easy Baby Records
- 1996 – Eye To Eye (Ронни Эрл, Пайнтоп Перкинс, Кэлвин Джонс, Вилли Смит), AudioQuest Music

### С Мадди Уотерсом
- Muddy, Brass & the Blues (Chess, 1966)
- They Call Me Muddy Waters (Chess, 1971)
- Live at Mr. Kelly’s (Chess, 1971)
- Can’t Get No Grindin' (Chess, 1973)
- «Unk» in Funk (Chess, 1974)
- Muddy «Mississippi» Waters — Live (Blue Sky, 1979)
- King Bee (Blue Sky, 1981)